# 陳伊 (藝人)
陳伊（英語：Chen Yi，1993年10月5日—），舊藝名Yibi，現為女團伊梓帆的一員，前台灣Channel V娛樂台的綜藝節目《美少女時代》、《我愛黑澀棒棒堂》的節目成員之一，前中華職棒Lamigo桃猿專屬啦啦隊LamiGirls成員，現為 Rakuten Girls成員，離開球隊後與另外兩位曉帆、梓甯，組成伊梓帆團體出道。表姐為前Passion Sisters成員璇璇。
2024年1月31日中職樂天桃猿球團控訴前領隊浦韋青、前經紀人陳元凱為樂天女孩私接商演，涉案的孟潔、陳伊、李恩菲、林穎樂等4位團員，被廉政署連夜偵訊。。

## 學歷
- 永平高中國中部
- 復興高中
- 中國文化大學新聞系

## 啦啦隊經歷

### 棒球之啦啦隊
| 年份       | 隊伍名稱      | 備註                     |
| 2013－2015 | LamiGirls     | 中華職棒Lamigo桃猿啦啦隊 |
| 2021－     | Rakuten Girls | 中華職棒樂天桃猿啦啦隊   |

### 籃球之啦啦隊
| 年份       | 隊伍名稱         | 備註                 |
| 2020至2021 | 桃園領航猿啦啦隊 | 桃園領航猿專屬啦啦隊 |

## 音樂作品
| 年份          | 名稱               | 備註                          |
| 2017年        | 《因為你我在這裡》 |                               |
| 2018年        | 《Boy why Boy》    |                               |
| 2021年9月10日 | 《一起勇敢》       | 與Rakuten Girls共同演出       |
| 2022年10月7日 | 《Rise Up》        | 與Rakuten Girls共同演出       |
| 2023年10月7日 | 《Ready Go》       | 與Rakuten Girls共同演出       |
| 2024年9月29日 | 《Big Dream》      | 與Rakuten Girls(紅隊)共同演出 |

## 演出作品

### 固定綜藝節目
| 日期                          | 電視台              | 節目名稱          | 備註                       |
| 2022年3月11日－2022年4月29日  | 狼谷育樂台、Youtube | HELP！女孩花惹FUN | 與沐妍、Yuri、林襄共同主持 |
| 2022年5月27日－2022年12月26日 | Youtube             | 女孩花啾玩        | 與沐妍、Yuri、林襄共同主持 |

### MV
| 年份          | 名稱               | 備註                 |
| 2021年6月15日 | 若潼《防疫小尖兵》 | 與沐妍、小帆共同演出 |

### 出版物
| 名稱         | 備註                   |
| 《春水伊人》 | 2022年樂天女孩寫真桌曆 |
| 《伊開始》   | 2023年樂天女孩寫真桌曆 |

## 外部連結
- 虎牙陳伊的Facebook專頁
- 虎牙陳伊-伊伊的Instagram帳戶
- YouTube上的陳伊頻道